# Ву Ха Ван
Ву Ха Ван (вьет. Vũ Hà Văn; род. 1970) — вьетнамский и американский математик, специалист по теории вероятностей и арифметической комбинаторике.
Окончил Будапештский университет в 1994 году, где его дипломным руководителем был Тамаш Сёньи (венг. Szőnyi Tamás). В 1998 году защитил докторскую диссертацию в Йельском университете под руководством Ласло Ловаса. Работал в качестве постдока в Институте перспективных исследований и Microsoft Research (1998—2001). В 2001 году принят в университет Калифорнии в Сан-Диего на должность ассистент-профессора, в 2001 году получил звание профессора. Осенью 2005 года он перешёл в университет Ратгерса, осенью 2011 года перешёл в Йельский университет. Трижды был приглашённым исследователем в Институте перспективных исследований (в 1998, 2005 и 2007 году, последний раз — в качестве руководителя специальной программы арифметической комбинаторики).
В 2010 году совместно с Тао доказал циркулярный закон в теории случайных матриц.
Лауреат премии Пойи (2008) за работу о концентрации меры. В 2012 году стал обладателем премии Фалкерсона (совместно с Андерс Йохансон и Джеффом Каном) за определение границы плотности дуг, с которой случайный граф может быть покрыт непересекающимися копиями данного меньшего графа. Также в 2012 году избран почётным членом Американского математического общества.